# Michael Kearns

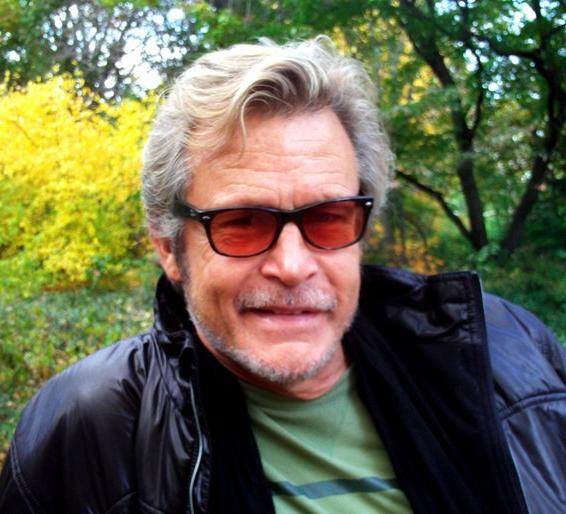
Michael Kearns

Michael Kearns (* 1. Januar 1950 in St. Louis, Missouri) ist ein US-amerikanischer Schauspieler.

## Leben
Kears besuchte die Goodman School of Drama in Chicago, die er 1972 abschloss. Er zog nach Los Angeles, wo er in den folgenden 25 Jahren als Film-, Fernseh- und Theaterschauspieler in Kalifornien tätig war. Gemeinsam mit dem Dramatiker James Carroll Pickett gründete er die Organisation Artists Confronting Aids (ACA). Als Autor schrieb er diverse Beiträge für Magazine wie Frontiers, Los Angeles Times, L.A. Parent, IN Magazine und L.A. Weekly. Zudem schrieb er mehrere Bücher. Kearns hat eine Tochter.

## Filmografie (Auswahl)
- 2004: Nine Lives
- 1997: A River Made to Drown In
- 1996: Beverly Hills, 90210 (3 Episoden) (Fernsehen)
- 1996: It's My Party
- 1995: A Mother's Prayer (Fernsehen)
- 1993: … und das Leben geht weiter (Fernsehen)
- 1991: Unter der Sonne Kaliforniens (Fernsehen)
- 1991: Killing Dreams
- 1990: Street Asylum
- 1985 Mord ist ihr Hobby (Fernsehen)
- 1985: The Execution  (Fernsehen)
- 1985: Ein Colt für alle Fälle (Fernsehen)
- 1984: Der Tod kommt zweimal
- 1983: Ein Traummann auf der Titelseite  (Fernsehen)
- 1983: Cheers (Fernsehen)
- 1979: L.A. Tool & Die
- 1977: The Kentucky Fried Movie
- 1977: Flush
- 1974: The Waltons (Fernsehen)

## Werke (Auswahl)

### Bücher
- T-Cells & Sympathy
- Acting = Life
- The Solo Performer's Journey
- Getting Your Solo Act Together
- Life Expectancies

## Auszeichnungen und Preise (Auswahl)
- 1989: Bay Area Theater Civics Award
- 1993: Drama-Logue und ein Robby Award für seine Performance in Camille
- 1999: Victory Award vom Gay & Lesbian Victory Fund
- 2000: Back Stage West Garland Award